# Dalanzadgad

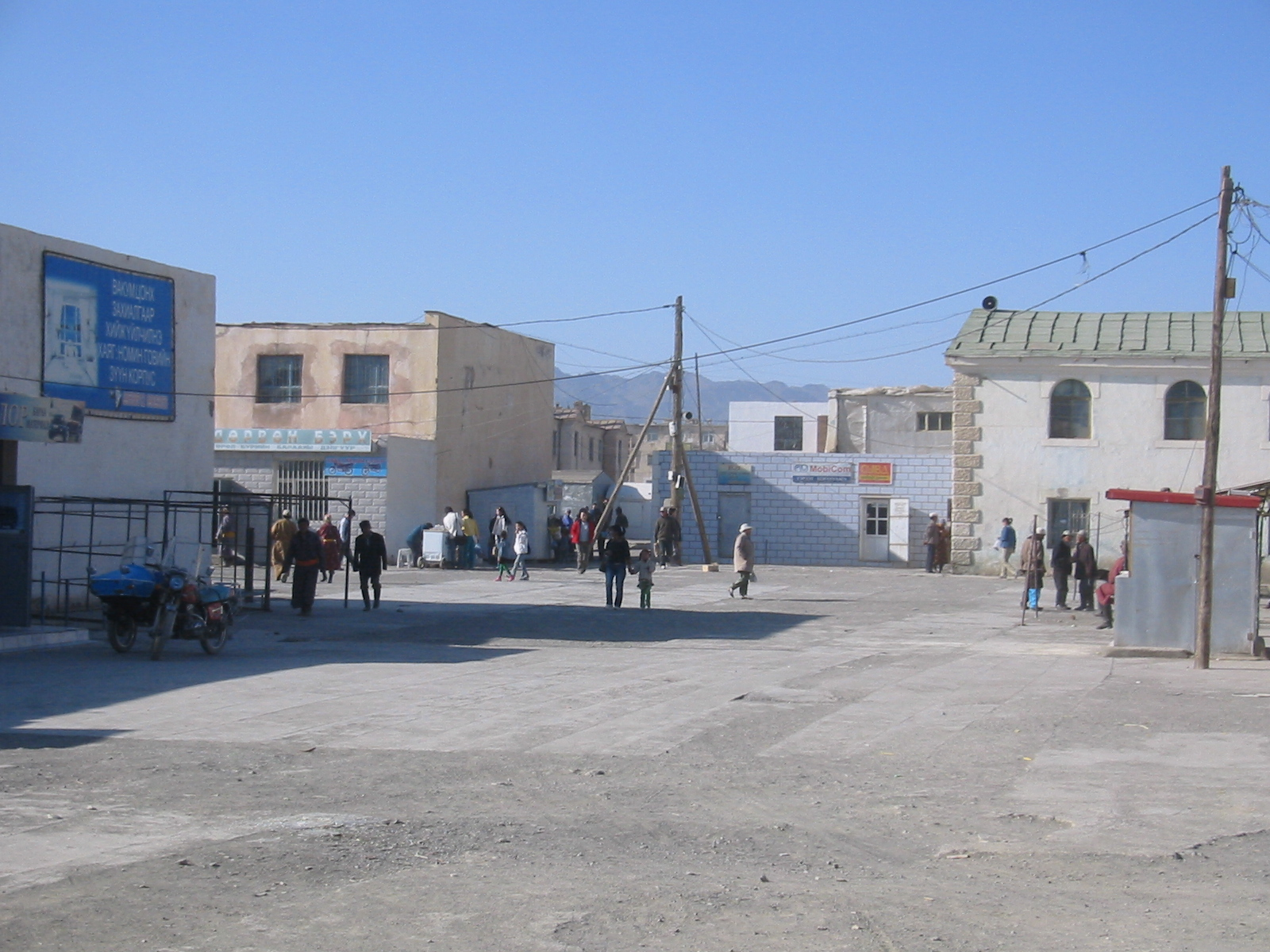
Dalanzadgad, straatbeeld

Dalanzadgad (Mongools: Даланзадгад) is de hoofdstad van de ajmag (provincie) Ömnögovĭ in Mongolië. De stad ligt op een hoogte van 1.470 meter en op 540 km ten zuiden van de hoofdstad Ulaanbaatar. Het aantal inwoners bedraagt circa 25.000 (2017).

## Transport
Dalanzadgad beschikt over een vliegveld vanwaar regelmatige vluchten op de hoofdstad Ulaanbaatar worden uitgevoerd. In 2007 werd een nieuwe verharde baan aangelegd, in lengte de tweede van het land. Voorheen was er slechts een onverharde baan.
Er is een geasfalteerde wegverbinding met Ulaanbaatar.

## Klimaat
Dalanzadgad heeft een koud woestijnklimaat, code BWk volgens de klimaatclassificatie van Köppen. Naar Mongoolse begrippen is het in de winter echter een van de minst koude gebieden. Een uniek micro-steppeklimaat met beken en grasbegroeiing wordt aangetroffen in de Yolyn Am vallei (lammergiervallei), ongeveer 30 km ten westzuidwesten van Dalanzadgad.   
De gemiddelde maximumtemperatuur overdag in Dalanzadgad varieert van -7,0°C in januari tot 28,0°C in juli. Het gemiddeld minimum bedraagt in januari -20,0°C. De jaarlijkse neerslaghoeveelheid bedraagt 130 mm, de minst droge maanden zijn juli en augustus met elk 33 mm.

## Communicatie en energie

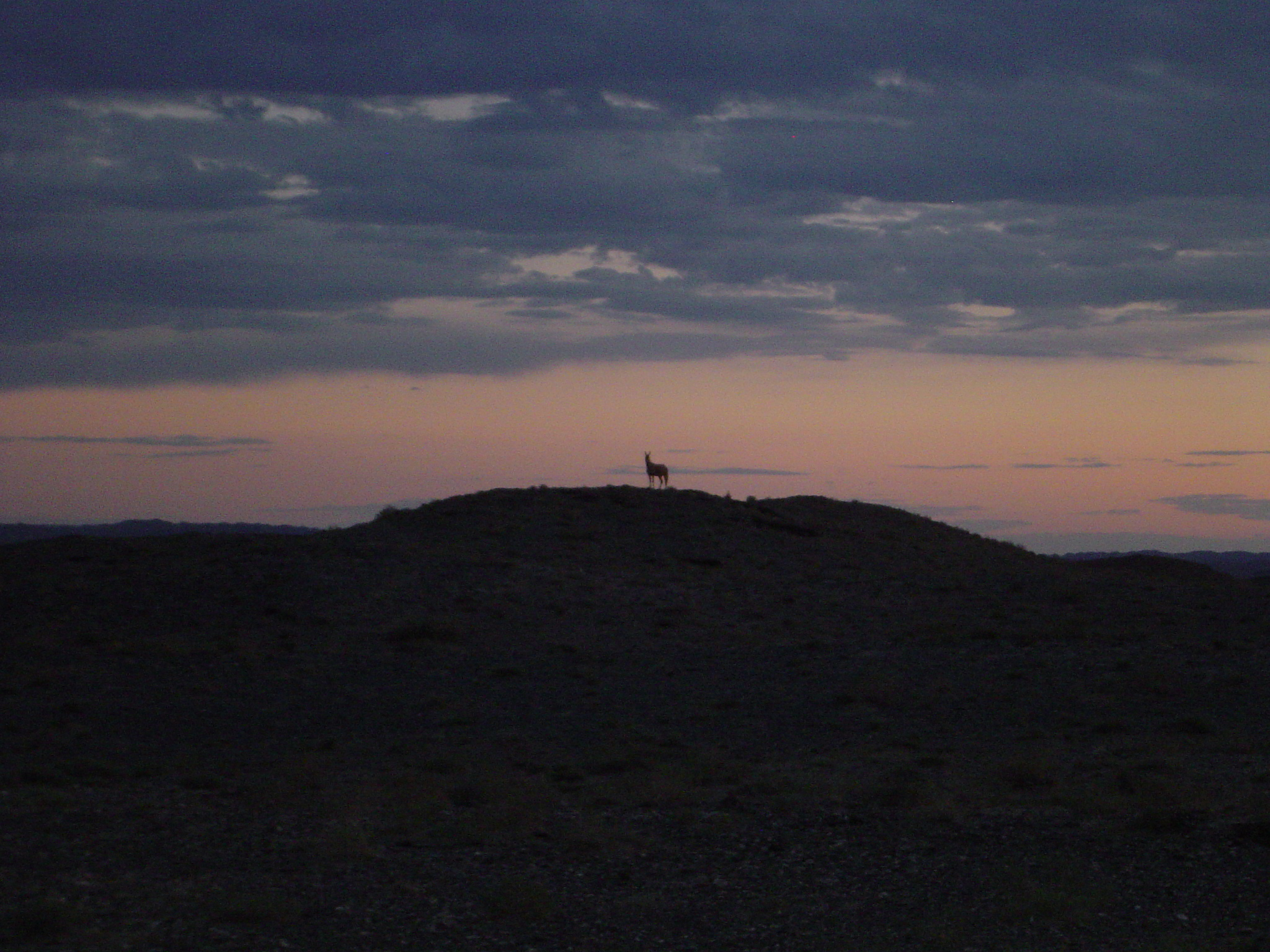
Een Mongoolse wilde ezel op een heuvel in de Gobi nabij Dalanzadgad

In de stad, en tot ruim een kilometer erbuiten, is er GSM-bereik. Gewoonlijk is er 24 uur per dag elektriciteit. 
Bij Dalanzadgad staat een langegolf radiozender die uitzendt op 209 kHz met 75 kW.

## Afbeeldingen

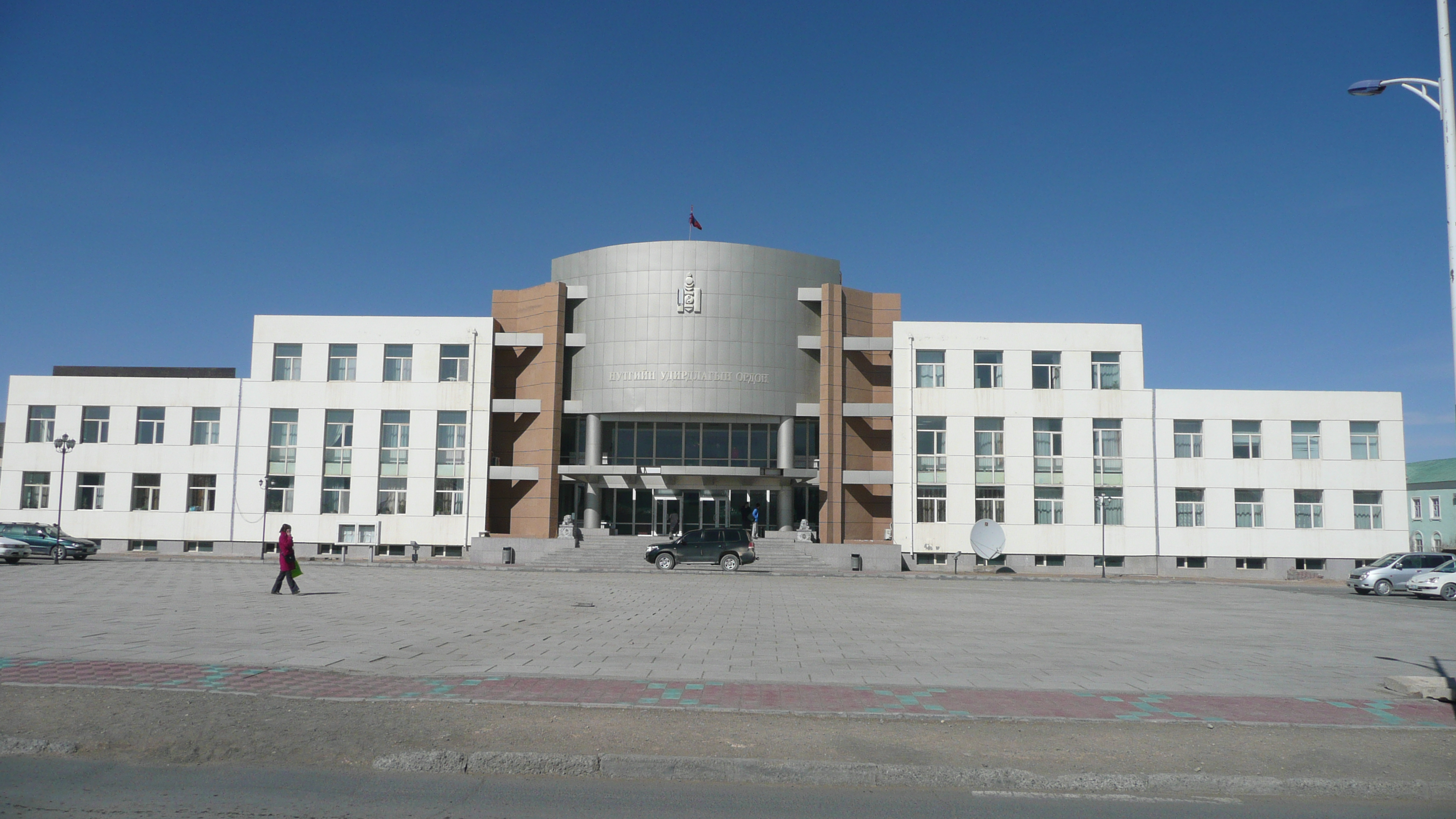
Gebouw van het provinciebestuur
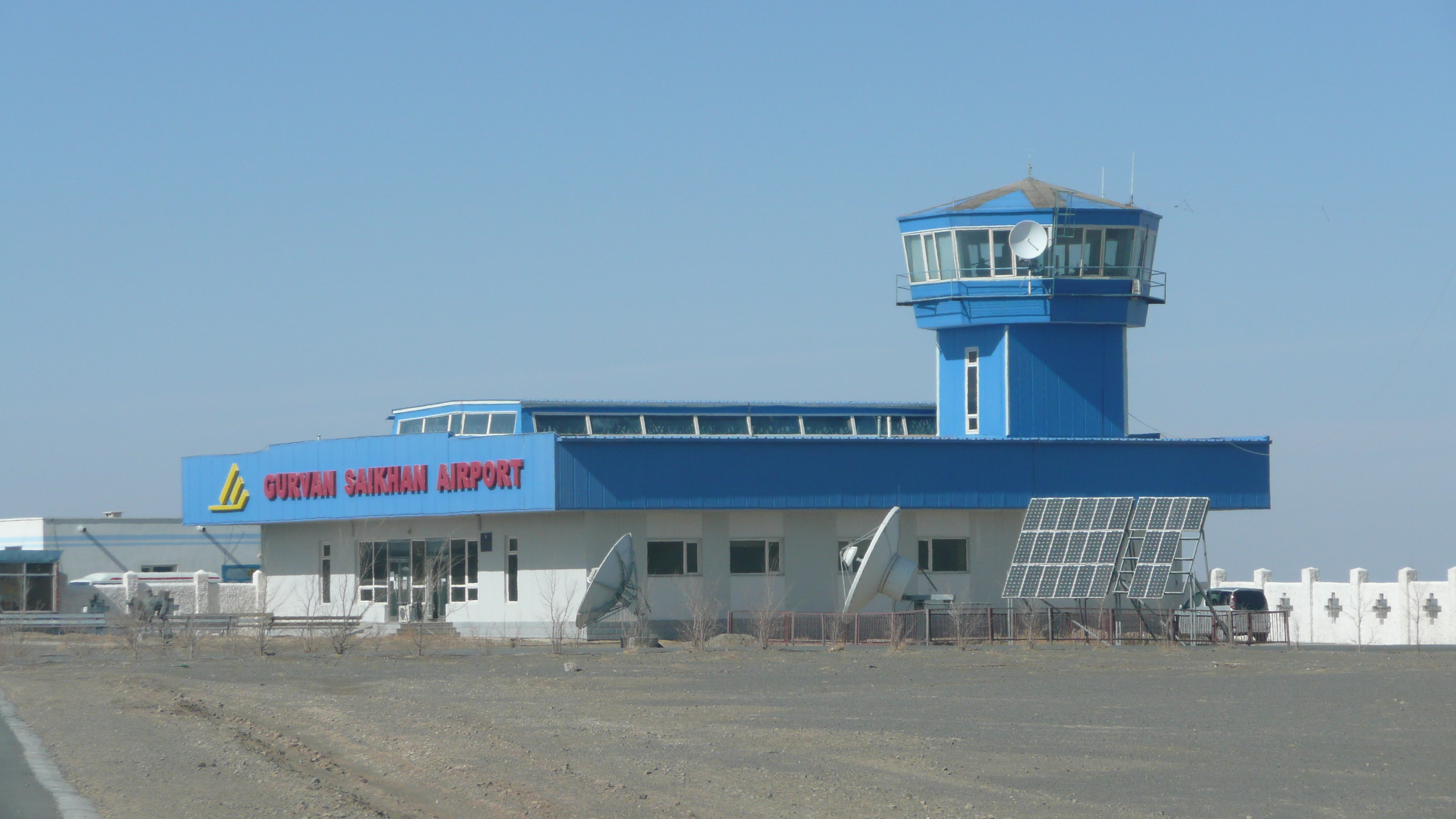
Dalanzadgad Airport
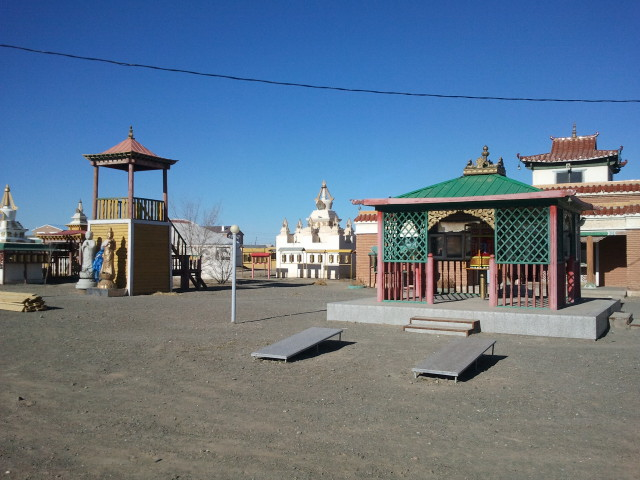
Tempel
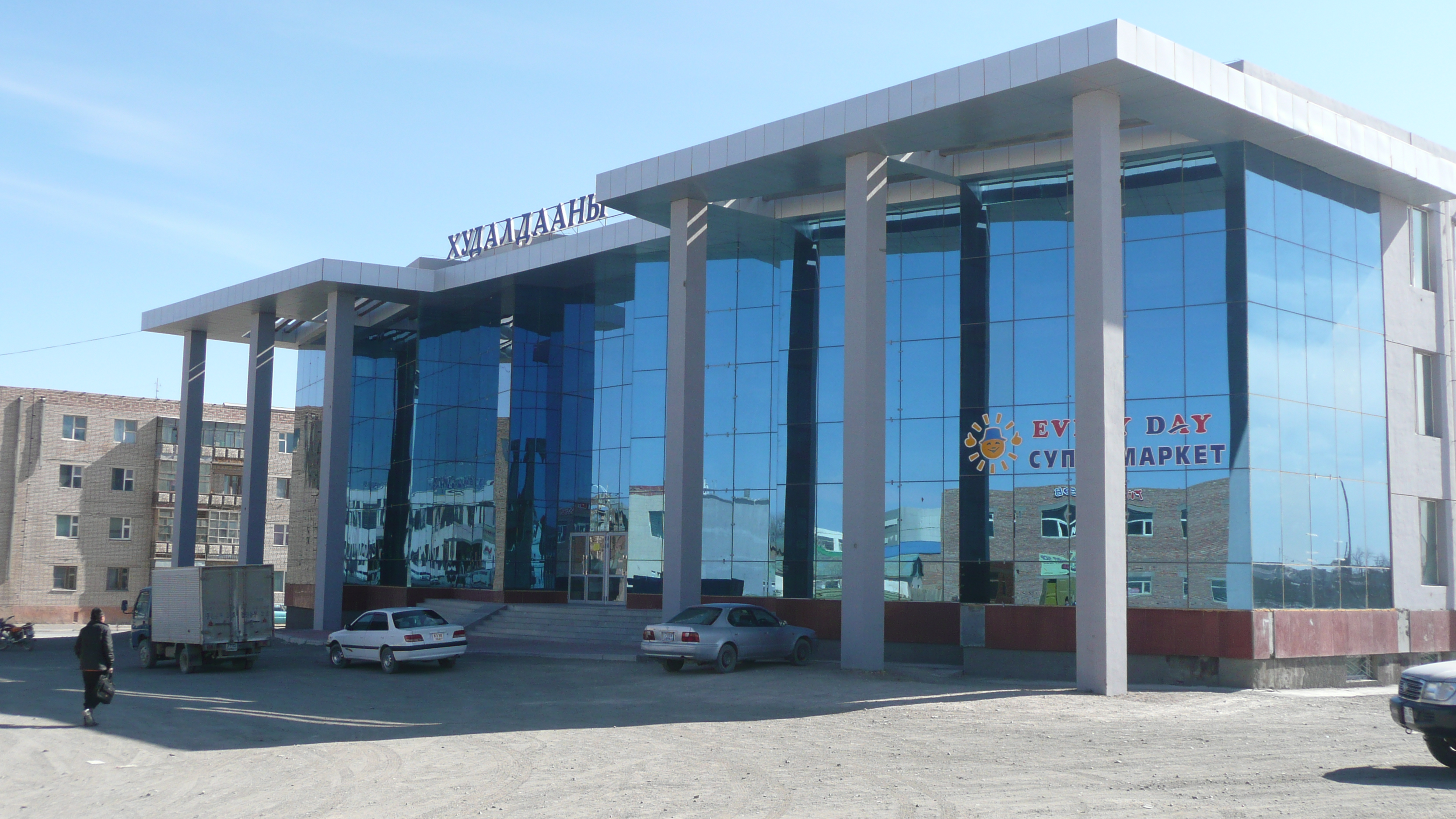
Gandirs Shopping center
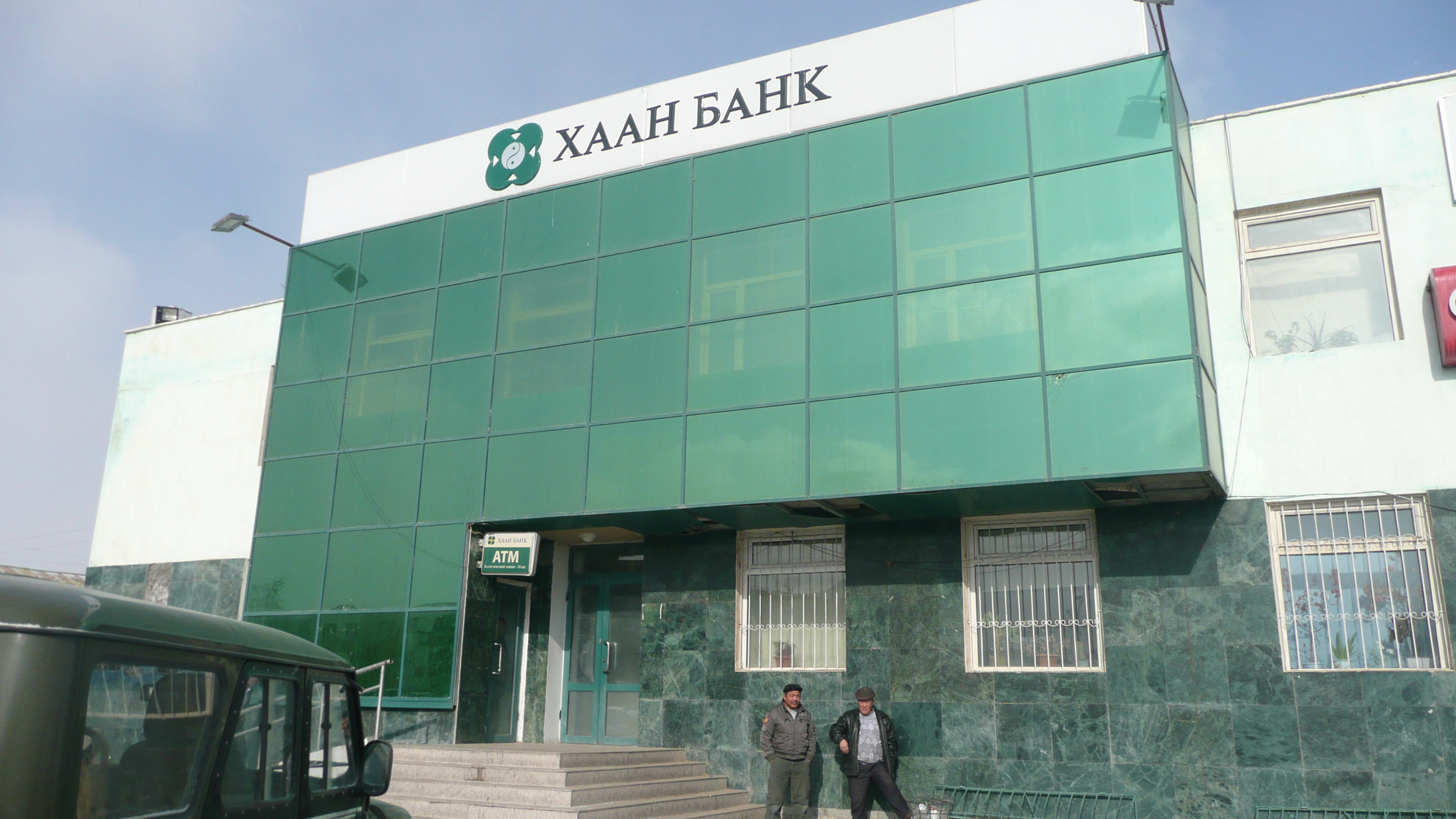
Oude Khan Bank
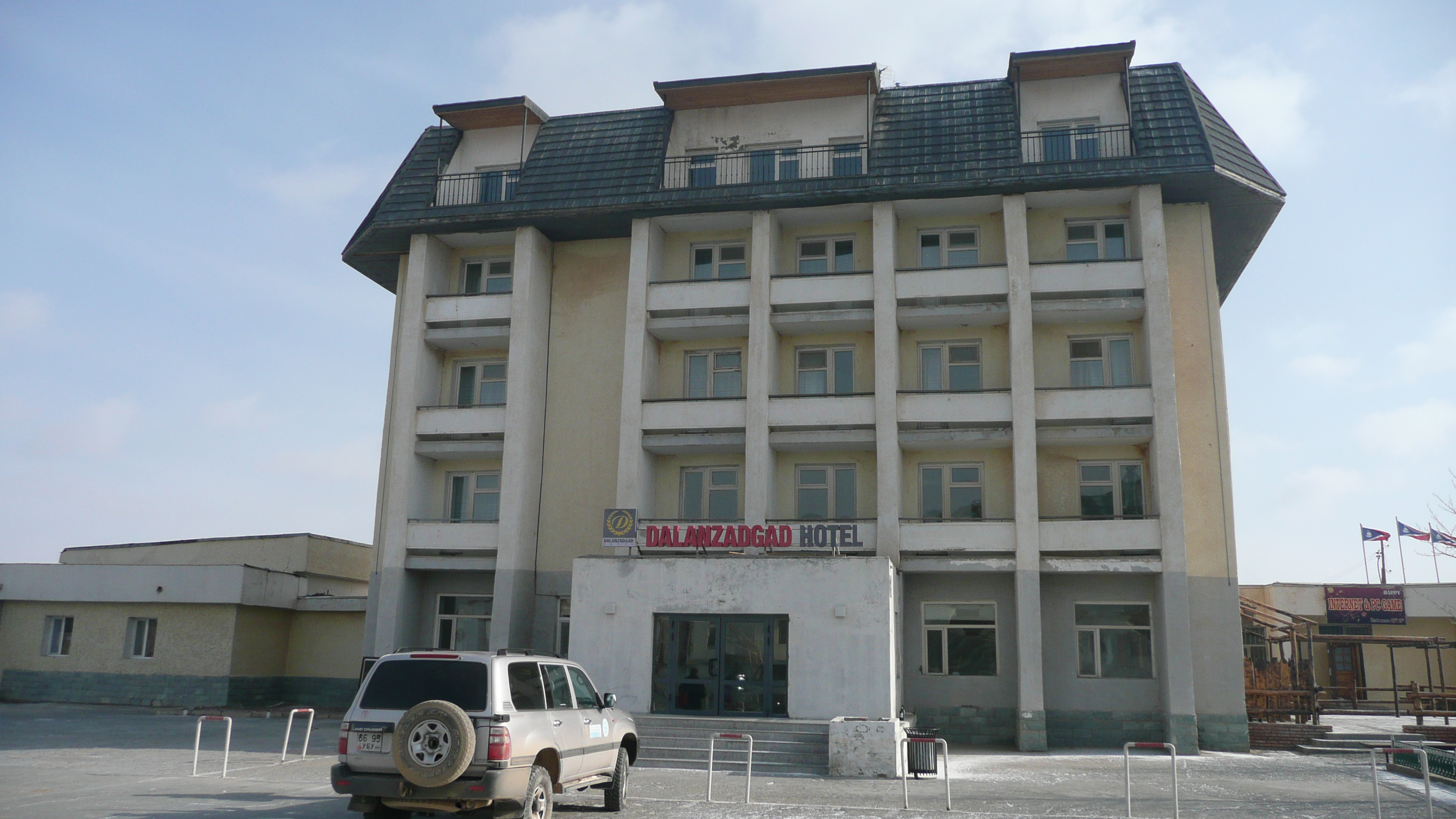
Hotel Dalanzadgad
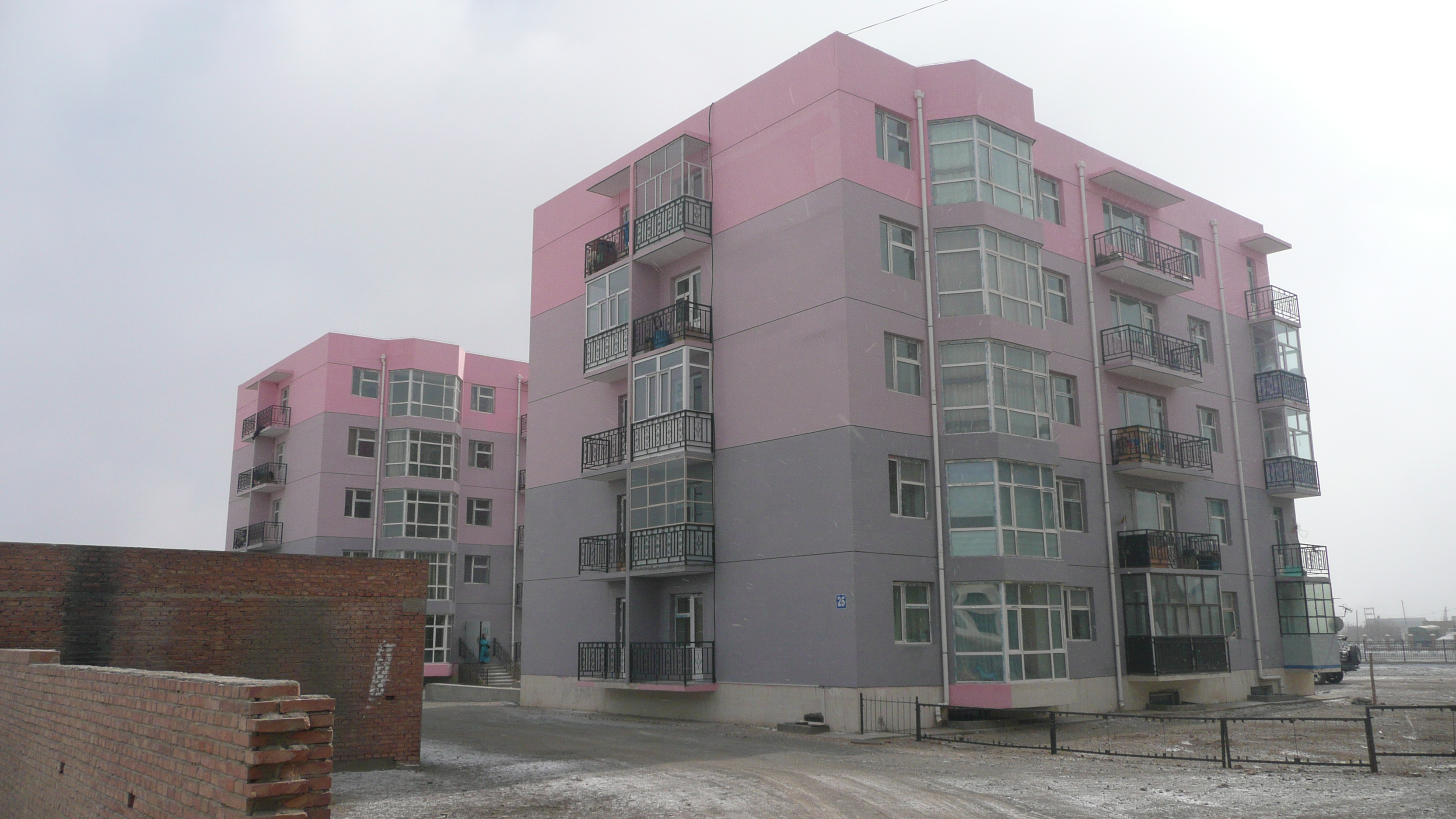
Appartmenten
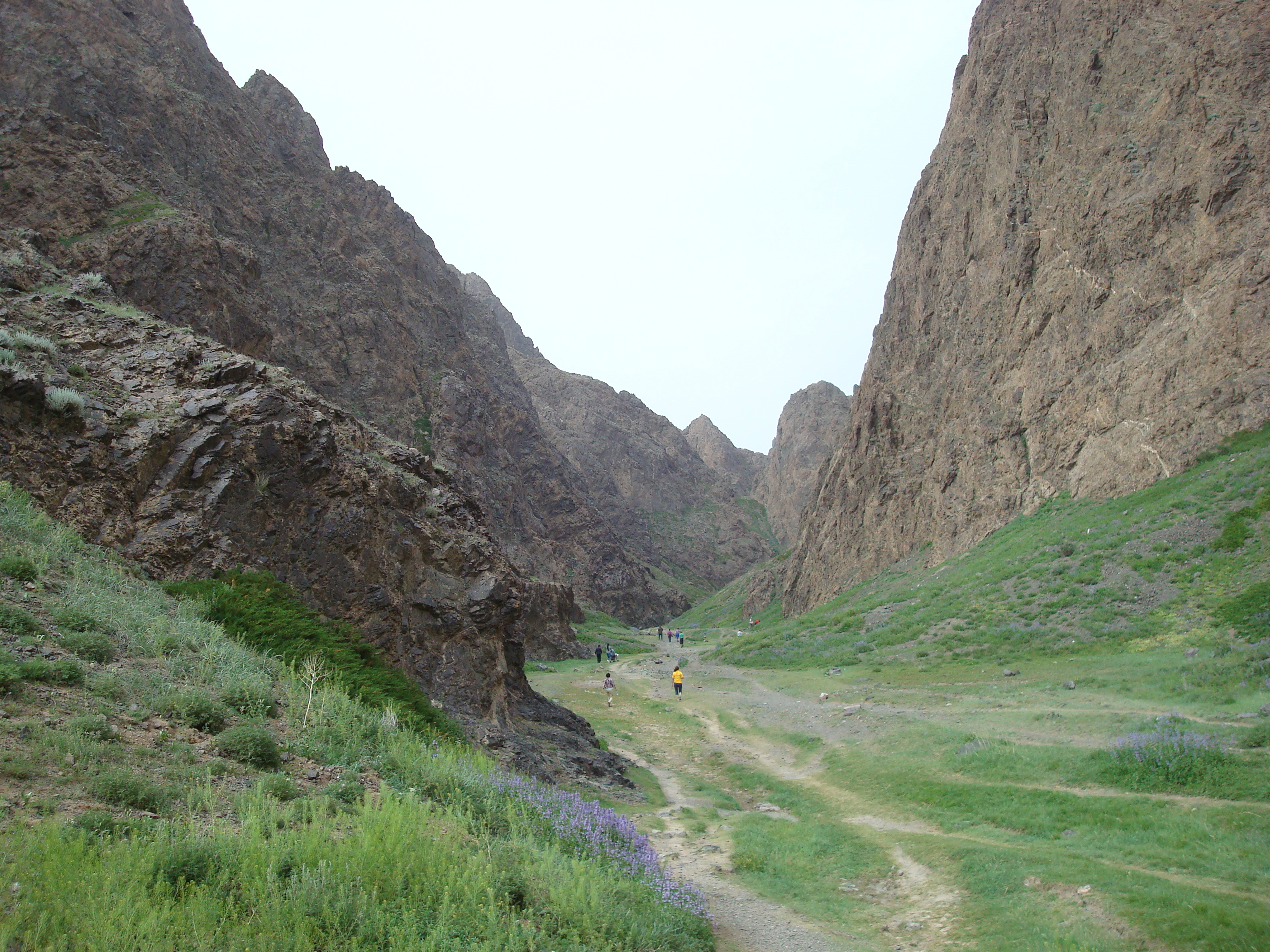
Steppe-microklimaat in Yolyn Am
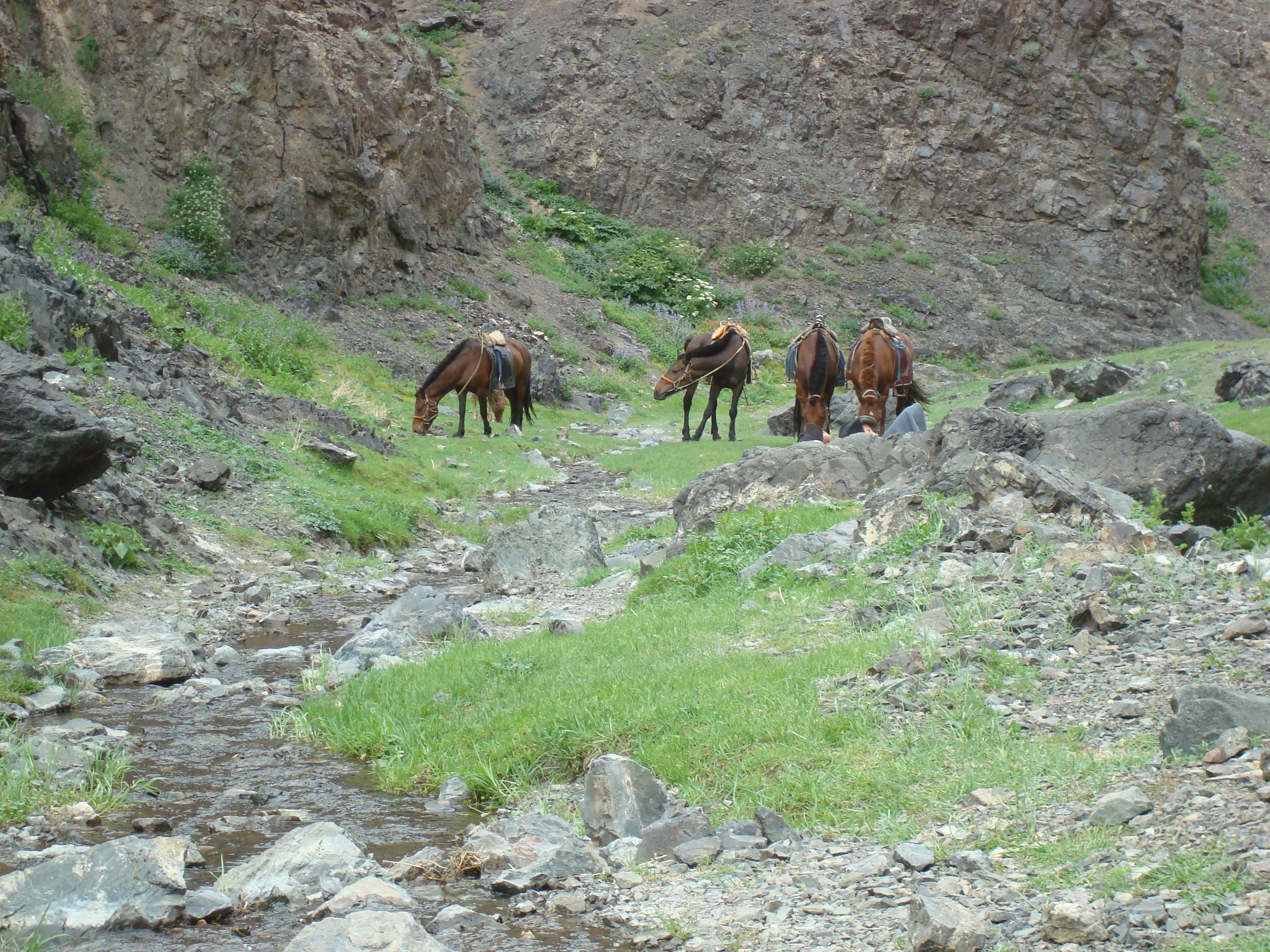
Yolyn Am (Lammergiervallei)
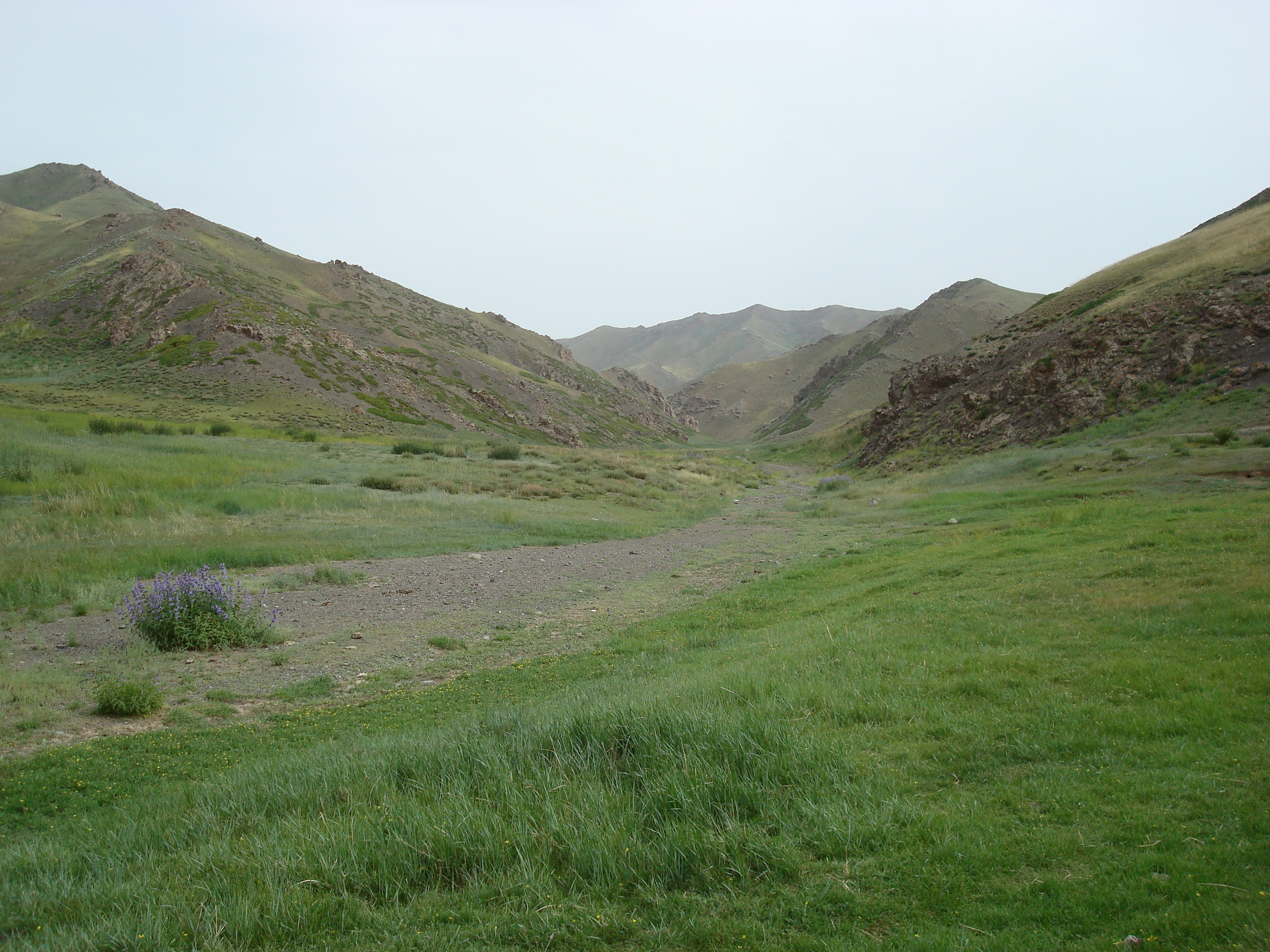
Yolyn Am
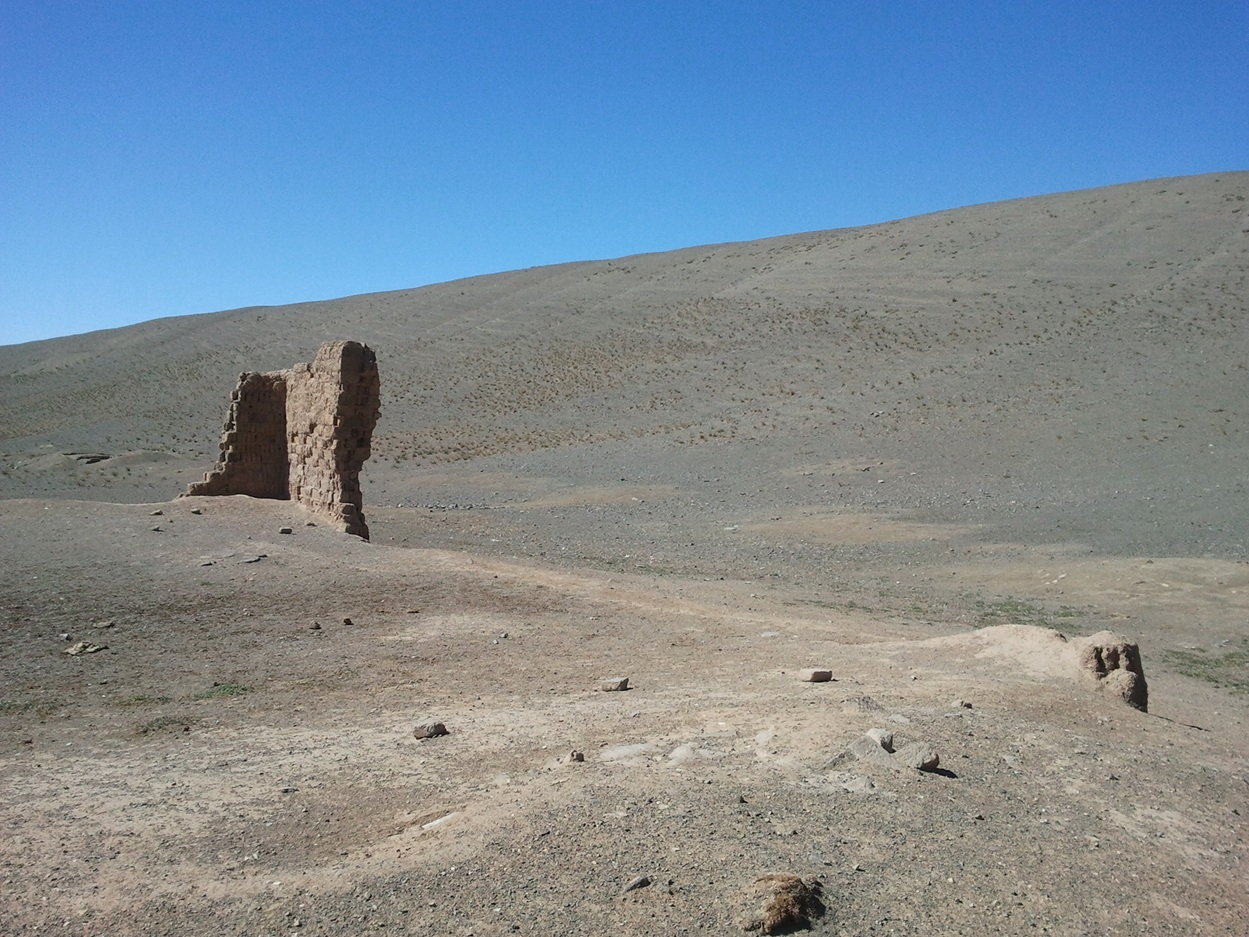
Ruïne van klooster
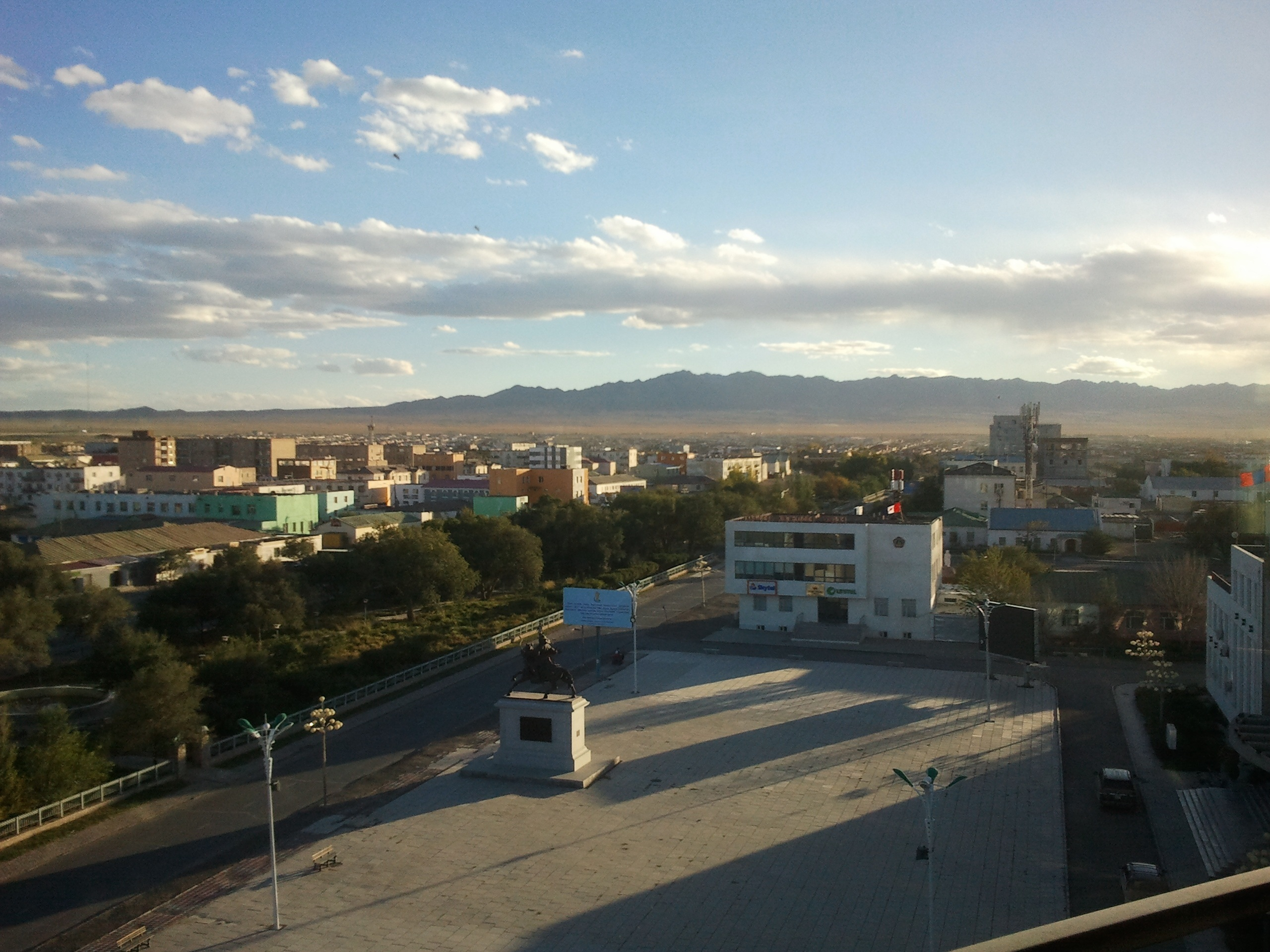
Dalanzadgad half-panorama.
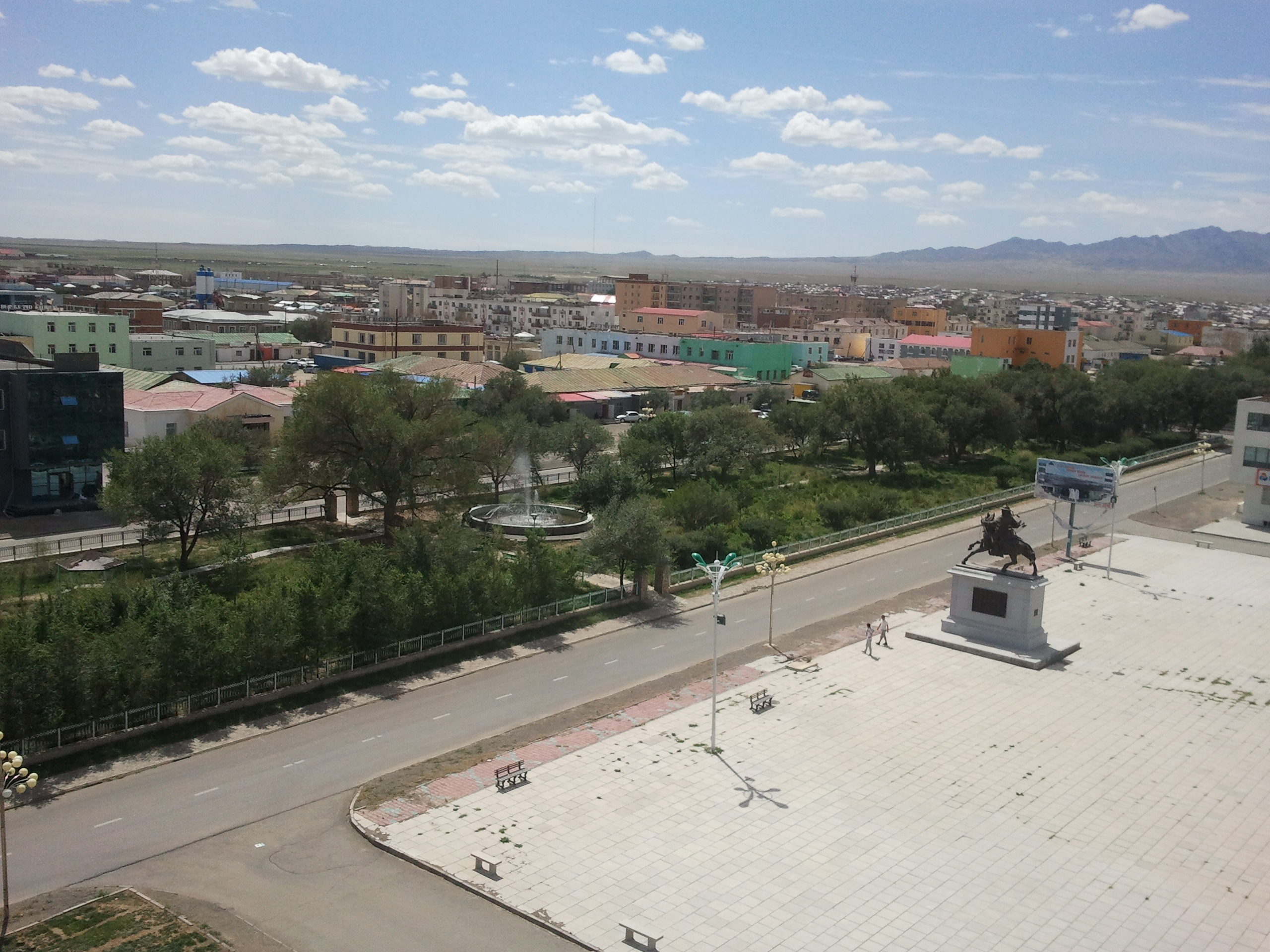
Dalanzadgad half-panorama.